# Ágnes Mutina
Ágnes Mutina (ur. 19 kwietnia 1988 w Miszkolcu) – węgierska pływaczka, trzykrotna medalistka mistrzostw Europy na długim basenie oraz dwukrotna na basenie 25 m. 
Mistrzyni Europy w 2010 roku w Budapeszcie w sztafecie 4x200 m kraulem (razem z Eszter Darą, Katinką Hosszú, Evelyn Verrasztó) oraz brązowa medalistka Starego Kontynentu w wyścigu na 200 m tym stylem w 2008 i 2010 roku. 
Trzykrotnie startowała w igrzyskach olimpijskich: w Atenach w 2004 roku na 100 m stylem dowolnym, w Pekinie w 2008 roku w wyścigu na 200 m oraz w sztafecie 4x200 m stylem dowolnym (szóste miejsce w finale) oraz w Londynie na 200 m stylem dowolnym, a także w sztafetach 4 x 100 i 4 x 200 m stylem dowolnym.

## Osiągnięcia

### Mistrzostwa Europy
- 2008 Eindhoven -  (200 m stylem dowolnym)
- 2010 Budapeszt -  (sztafeta 4x200 m stylem dowolnym)
- 2010 Budapeszt -  (200 m stylem dowolnym)

### Mistrzostwa Europy (basen 25 m)
- 2007 Debreczyn -  (400 m stylem dowolnym)
- 2010 Eindhoven -  (400 m stylem dowolnym)

## Odznaczenia
- Brązowy Krzyż Zasługi Republiki Węgierskiej (cywilny) – 2008[2]